# Taeniolethrinops praeorbitalis
Taeniolethrinops praeorbitalis è una specie di ciclidi endemica del Lago Malawi, dove predilige acque poco profonde con substrati sabbiosi, ma si può trovare fino a profondità di circa 50 metri. Questa specie può raggiungere una lunghezza di 30 centimetri (lunghezza totale). È nel novero delle specie di pesci facenti parte del commercio di pesci da acquario.